# Myrmica whymperi
Myrmica whymperi är en myrart som beskrevs av Auguste-Henri Forel 1913. Myrmica whymperi ingår i släktet rödmyror, och familjen myror. Inga underarter finns listade i Catalogue of Life.